# Cuignières
Cuignières – miejscowość i gmina we Francji, w regionie Hauts-de-France, w departamencie Oise.
Według danych na rok 1990 gminę zamieszkiwało 169 osób, a gęstość zaludnienia wynosiła 27 osób/km² (wśród 2293 gmin Pikardii Cuignières plasuje się na 828. miejscu pod względem liczby ludności, natomiast pod względem powierzchni na miejscu 758.).